# Молитва (фільм, 2018)
«Молитва» (фр. La prière) — французький драматичний фільм 2018 року, поставлений режисером Седріком Каном. Фільм брав участь в конкурсній програмі 68-го Берлінського міжнародного кінофестивалю 2018 року де виконавець головної ролі Антоні Бажон здобув «Срібного ведмедя» за найкращу чоловічу роль .

## Сюжет
Тома́ 22 роки. Щоб позбутися наркотичної залежності він приєднується до ізольованої в горах спільноти, що об'єднує колишніх наркоманів, які видужують завдяки молитві і роботі. Там Тома відкриває для себе дружбу, порядок, любов і віру...

## У ролях
| • Антоні Бажон        | … | Тома́          |
| • Демієн Шапель       | … | П'єр          |
| • Алекс Брендемюль    | … | Марко         |
| • Луїза Грінберг      | … | Сибілла       |
| • Ганна Шигулла       | … | сестра Міріам |
| • Антуан Омблар       | … | панотець Люк  |
| • Колін Бетс          | … | Шон           |
| • Магне-Говард Брекке | … | Олів'є        |
| • Давиде Кампанья     | … | Лучано        |
| • Майте Мейлле        | … | Аньєс         |

## Знімальна група
- Автор сценарію — Фанні Бурдіно, Самюель Ду, Седрік Кан
- Оригінальна ідея — Од Волкер
- Режисер-постановник — Седрік Кан
- Делеговані продюсери — Сільвія Піала, Бенуа Кенон
- Лінійний продюсер — Фернандо Вікторія де Лецеа
- Оператор — Ів Кап
- Монтаж — Лор Гардетт
- Художник-постановник — Гійом Дуверсі
- Художник з костюмів — Аліса Комбунак
- Художник-декоратор — Гійом Дюверсі
- Підбір акторів — Антуан Ґаррар

## Нагороди та номінації
| Список нагород та номінацій           | Список нагород та номінацій | Список нагород та номінацій               | Список нагород та номінацій | Список нагород та номінацій | Список нагород та номінацій |
| Кінофестиваль/Кінопремія              | Рік                         | Категорія                                 | Номінант(и)                 | Результат                   | Дж                          |
| ------------------------------------- | --------------------------- | ----------------------------------------- | --------------------------- | --------------------------- | --------------------------- |
| Берлінський міжнародний кінофестиваль | 2018                        | Золотий ведмідь                           | Молитва                     | Номінація                   | [ 2 ]                       |
| Берлінський міжнародний кінофестиваль | 2018                        | «Срібний ведмідь» найкращому актору       | Антоні Бажон                | Перемога                    | [ 3 ]                       |
| Кінофестиваль у Кабурі                | 2018                        | «Золотий Сван» найкращому молодому актору | Антоні Бажон                | Перемога                    | [ 5 ]                       |
| Премія «Люм'єр»                       | 04.02.2019                  | Найкращий актор                           | Антоні Бажон                | Номінація                   | [ 6 ]                       |
| Премія «Сезар»                        | 22.02.2019                  | Найперспективніший актор                  | Антоні Бажон                | Номінація                   | [ 7 ]                       |